# Metamórfosi (ort i Grekland, Mellersta Makedonien, Nomós Kilkís)
Metamórfosi är en ort i Grekland.   Den ligger i prefekturen Nomós Kilkís och regionen Mellersta Makedonien, i den norra delen av landet, 400 km norr om huvudstaden Aten. Metamórfosi ligger 167 meter över havet och antalet invånare är 262.
Terrängen runt Metamórfosi är platt åt sydväst, men åt nordost är den kuperad. Runt Metamórfosi är det ganska glesbefolkat, med 42 invånare per kvadratkilometer. Närmaste större samhälle är Polýkastro, 15,7 km sydväst om Metamórfosi. Trakten runt Metamórfosi består till största delen av jordbruksmark.